# Uphir
Uphir é um demônio relacionado a tudo que envolva a preparação de um composto químico.

## História
Os antigos médicos bruxos recorriam a esse demônio para que os aconselhasse na preparação de suas beberagens e poções. Trata-se de demônio químico, conhecedor de ervas medicinais e responsável pela saúde dos outros demônios.

## Fonte
- Diccionário de ciencias ocultas, Editorial Caymi, Buenos Aires;